# Pseudoboletia indiana
Espèce
Synonymes
- Toxopneustes indianus Michelin, 1862[1]

Pseudoboletia indiana est une espèce d'oursins tropicaux de la famille des Toxopneustidae.

## Systématique
L'espèce Pseudoboletia indiana a été initialement décrite en 1862 par le paléontologue et malacologiste français Jean-Louis Hardouin Michelin de Choisy (1786-1867) sous le protonyme de Toxopneustes indianus

## Description
C'est un oursin régulier sphérique, dont le test très clair (souvent blanc perle) peut mesurer jusqu'à 11 cm de diamètre. Il est très uniformément couvert de radioles (piquants) assez courtes, disposées en dix méridiens souvent visibles, et généralement claires (de blanc à verdâtre, avec parfois l'extrémité violette ou blanche). Cet oursin se camoufle parfois avec des débris qu'il porte au-dessus de lui avec ses podia.
Cette espèce ne doit pas être confondue avec Salmacis virgulata.

## Habitat et répartition
Cet oursin vit dans la partie tropicale du bassin indo-pacifique, notamment dans les lagons des récifs de corail en bonne santé. Il est relativement rare, mais se rencontre occasionnellement en Nouvelle-Calédonie, à La Réunion, Maurice, Madagascar, Hawaii et en Australie occidentale. On le rencontre entre la surface et 25 m de fond, mais il est signalé jusqu'à 100 mètres.